# Porcius Cato
Porcius Cato (voornaam is onbekend) was een zoon uit het huwelijk tussen Marcus Porcius Cato Uticensis minor en Marcia. Er is zeer weinig bekend over deze zoon van Cato minor, behalve dan dat hij aan de vooravond van de burgeroorlog tussen Pompeius en Caesar, door zijn vader naar Bruttium werd gestuurd om zich aldaar bij Munatius Rufus aan te sluiten.